# Наївний реалізм
Наївний реалі́зм — епістемологічна позиція у філософії і в повсякденній свідомості, згідно з якою реальне все, що нормальна людина сприймає в нормальних умовах і описує загальноприйнятою і відповідною фактам мовою. З точки зору наївного реаліста реальність — це те, що він особисто сприймає за допомогою своїх органів чуття, а також те, що він думає і знає про чуттєвий світ. У повсякденному житті наївний реалізм шкодить здоровій психології пізнання, а в науці веде до догматизму й некритичного гіпостазування теоретичних понять. Згідно з наївним науковим реалізмом теорія, яку визнало наукове товариство, має абсолютну істинність, тобто дає повний і точний образ описуваної системи об'єктів. Альтернативою наївному реалізму служить критичний реалізм, який вважає будь-яку наукову теорію істинною лише як модель і підкреслює творчу активність суб'єкта пізнання.

## Теорія
Теорія наївного реалізму може бути охарактеризована як прийняття п'яти вірувань :
1. Існує світ матеріальних об'єктів.
2. Істинність тверджень про ці об'єкти можна перевірити за допомогою чуттєвого досвіду.
3. Ці об'єкти існують не тільки, коли вони сприймаються, але також і тоді, коли вони не сприймаються. Ці об'єкти незалежні від сприйняття.
4. Ці об'єкти можуть зберігати якості, які ми спостерігаємо при їхньому сприйнятті, навіть, коли вони не сприймаються. Їхні якості незалежні від сприйняття.
5. За допомогою наших відчуттів ми осягаємо світ безпосередньо і таким, який він є насправді. Здебільшого наші претензії на знання світу обґрунтовані.

## Практика
Для поведінки наївних реалістів характерні такі особливості :
1. Переконаність у власному сприйнятті об'єктів і подій такими, які вони насправді; віра в свою неупередженість і неупередженість в розумінні наявних даних або інформації.
2. Очікування від інших раціональних спостерігачів тих же реакцій, дій і думок, що й у себе, за умови, що їм була доступна та ж інформація.
3. Пояснення неприйняття своєї точки зору яким-небудь індивідом або групою трьома причинами:

- цьому індивіду або цій групі були надані інші відомості (у цьому випадку, за умови, що інша сторона раціональна і нейтральна, обмін інформацією або її об'єднання повинні привести до консенсусу)
- цей індивід або ця група ліниві, ірраціональні або ж взагалі не здатні прийти до розумних висновків на основі об'єктивних даних,
- цей індивід або ця група схильні до тенденційності в інтерпретації фактів або в висновках через вплив ідеології, егоїзму чи іншого особистісного фактора.